# Banco do Brasil
Banco do Brasil S.A. är en brasiliansk multinationell bankkoncern som har omkring 58,6 miljoner privata- och företagskunder samt verksamheter i 24 länder världen över. Den är världens 133:e största publika bolag enligt den amerikanska ekonomiskriften Forbes och banken är också landets och Latinamerikas största bank efter tillgångar. Banco do Brasil ägs till 57,9% av den brasilianska federala regeringen.
Den grundades 12 oktober 1808 av Johan VI av Portugal, där syftet var att minska statsskulden som Kungariket Portugal hade. Mellan 1821 och 1964 var Banco do Brasil en inofficiell centralbank för den brasilianska staten.
För 2014 hade de en omsättning på cirka R$145 miljarder och tillgångar på nästan R$1,44 biljoner samt en arbetsstyrka på 111 628 anställda. Huvudkontoret är placerad i landets huvudstad, Brasília.